# Huset Wettin
 "Wettin" omdirigeres hertil. For andre betydninger af Wettin, se Wettin (flertydig).
Wettin er en tysk fyrsteslægt. De regerede som markgrever, kurfyrster og konger af Sachsen i over 800 år. De har også været konger af Polen, Belgien, Portugal, Storbritannien og Bulgarien. Slægten stammer fra Burg Wettin ved Halle i det nuværende Sachsen-Anhalt.
I 1089 blev slægten landgrever af Meissen, i 1423 kurfyrster af Sachsen og i 1236 også landgrever af Thüringen. I 1485 blev slægten delt i to linjer, den yngre, albertinske linje, regerede som konger af Polen fra 1697 til 1763 og i Sachsen fra 1806 til 1918.
Den ældre, ernestinske linje mistede i 1547 kurfyrsteværdigheden til albertinerne, men beholdt sine besiddelser i Thüringen, som de opdelte i et større antal småstater (ernestinske hertugdømmer). Et af de ernestinske huse, Sachsen-Coburg-Gotha, blev konger af Belgien (fra 1831) og Bulgarien (1908-1946), desuden i Portugal og fra 1901 i Storbritannien, da dronning Victoria af Slægten Hannover døde.
Huset Wettins overhoved har siden 1968 været markgreve Maria Emanuel af Meissen, som overtog efter sin far markgreve Friedrich Christian. Prominente medlemmer af slægten inkluderer dronning Elisabeth 2. af Storbritannien og Bulgariens tidligere konge (og senere statsminister) Simeon af Sachsen-Coburg-Gotha.